# Vipera transcaucasiana
Vipera transcaucasiana är en ormart som beskrevs av Boulenger 1913. Vipera transcaucasiana ingår i släktet Vipera och familjen huggormar. IUCN kategoriserar arten globalt som nära hotad. Inga underarter finns listade i Catalogue of Life.
Arten förekommer med flera från varandra skilda populationer i norra Turkiet och fram till Kaukasus. Den lever i låglandet och i bergstrakter upp till 1700 meter över havet. Vipera transcaucasiana vistas i klippiga områden med öppna barrskogar eller nära skogens kant.